# Юркине
Ю́ркине (до 1948 — Юргаків-Кут, крим. Yurğakiv Kut) — село в Україні, в Керченському районі Автономної Республіки Крим.
Невелике рибальське село, розташоване в 15 кілометрах на північний схід від Керчі на березі бухти Булганак (Азовське море), трохи на південь від мису Хроні.
Вперше зустрічається наприкінці XIX століття як хутір Ахрая Юроцького, пізніше зустрічається під назвами Юраків-Кут і Юргаків-Кут.
В останні роки селище розвивається як курортна зона - тут з'являються приватні пансіонати середнього рівня і літні кафе.

Пам'ятний знак на честь Олександра Петренка

Пляж піщаний і просторий.